# Villadia dyvrandae
Villadia dyvrandae är en fetbladsväxtart som först beskrevs av Hamet, och fick sitt nu gällande namn av Charles Baehni och Macbride. Villadia dyvrandae ingår i släktet Villadia och familjen fetbladsväxter. Inga underarter finns listade i Catalogue of Life.